# Leopold Hofmann
|  | No s'ha de confondre amb Leopold Hofmann (futbolista). |

Leopold Hofmann (14 d'agost del 1738 - 17 de març del 1793) fou un compositor austríac de música clàssica.
Hofmann va llegar una impressionant varietat d'obres musicals, les quals eran valorades pels coneixedors de la seua època gairebé al mateix nivell que les creacions de Joseph Haydn o de Carl Ditters von Dittersdorf (hi ha, fins i tot, un concert per a flauta seu que durant molt temps fou considerat com una creació de Haydn). En tot cas, les seues composicions i la seua música gaudien de tal preferència que, a l'edat de trenta i pocs anys, ja havia adquirit una fortuna immensa.
Malgrat que no hi ha massa documentació, sembla que junt amb Friedrich Wilhelm Erik Benda, Jean Balthasar Tricklir i Johann Konrad Schlick, va fundar un quartet que es va fer aplaudir arreu d'Europa.